# 法倫
法倫，是一個位於瑞典中部的城市，也是法伦市镇和達拉納省的首府，人口至2010年為止約有37,291人。地理位置是北纬60°36'，东经15°38'。法倫最早是因出铜矿而闻名，雖然矿坑已于1992年枯竭結業，但直至今日它仍然是相当重要的工业城市。
法伦镇被一条「法伦河」切分为两区，河的一边为法鲁（Falu）铜矿坑，此矿坑有数个世纪是瑞典的主要经济来源之一，矿坑所在区域被人们称为「矿的一边」，该区土壤因受到有毒气体的影响而寸草不生；河的另一边则因未受到有毒气体的影响，且树立着许多栋美丽的大型villa，而被称为「快乐的一边」。法伦镇中心还有许多具古典美的街道和商店，该镇还曾于1998年获颁瑞典城市中心奖。
2001年，该镇的铜矿区被列为世界遗产，意味着该镇在人类历史上具有特殊意义；瑞典达拉纳大学（Dalarna）有一个校区在此镇，约有18,000名学生；另外此镇还有一个世界级的滑冰体育馆，曾多次承办世界滑冰竞赛，2015年也将再举办。

## 历史
自11世紀起，法倫及其周邊地區已有铜礦開採的紀錄，法倫的發展也始於採礦業。一开始开采铜矿的是当地的农民。自14世紀起，法倫河下游定期舉辦市場，圍繞這個市場逐漸形成了一個小型居民點。
隨著礦山重要性的不斷提升，這個居民點持續擴大。1641年，法倫獲得城市特權，當時約有6000名居民，是瑞典最大的城市之一。當時的法倫銅礦區產出約占全球三分之二的銅，但整個礦山的開採缺乏規劃，1687年礦山大部分塌陷，形成一個近100公尺深的坑洞。這標誌著法倫銅礦輝煌時代結束的開始，礦山逐漸走向衰落。
當時法倫的建築主要為木結構房屋，1761年的兩場大火摧毀了城市三分之二的區域。重建時，重要建築改用石材建造。然而，城市人口持續減少，至1850年左右，市內僅剩約4000名居民。
鐵路的修建為法倫帶來了復興，市內開始興建工廠。進入20世紀，法倫逐漸轉型為管理和教育中心，而傳統的礦山開採則逐步停止。1992年，最後一座礦井正式關閉。

20世紀中，法倫市中心經過重新規劃，部分古老建築得以保護。三個自17世紀保留下來、未被大火摧毀的工人住宅區、礦山周邊的工業區以及礦山遺留的礦工文化，於2001年被聯合國教科文組織列為世界遺產。

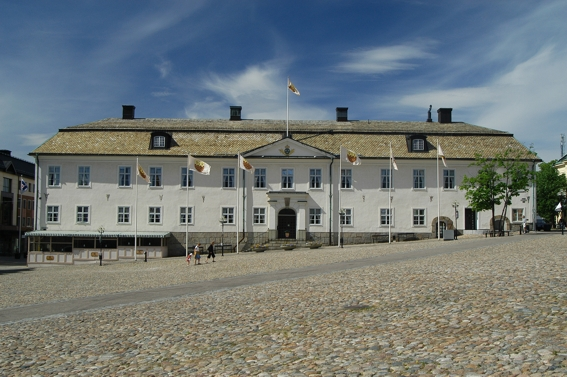
法伦镇中心。
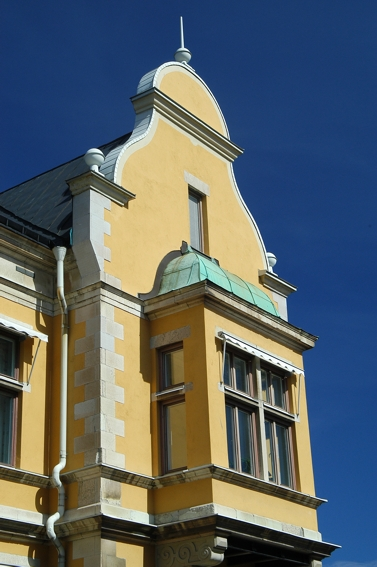
法伦街道上的房屋。
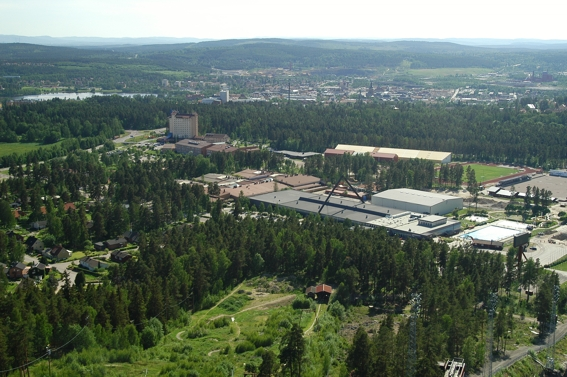
从镇周遭高处眺望镇中心。
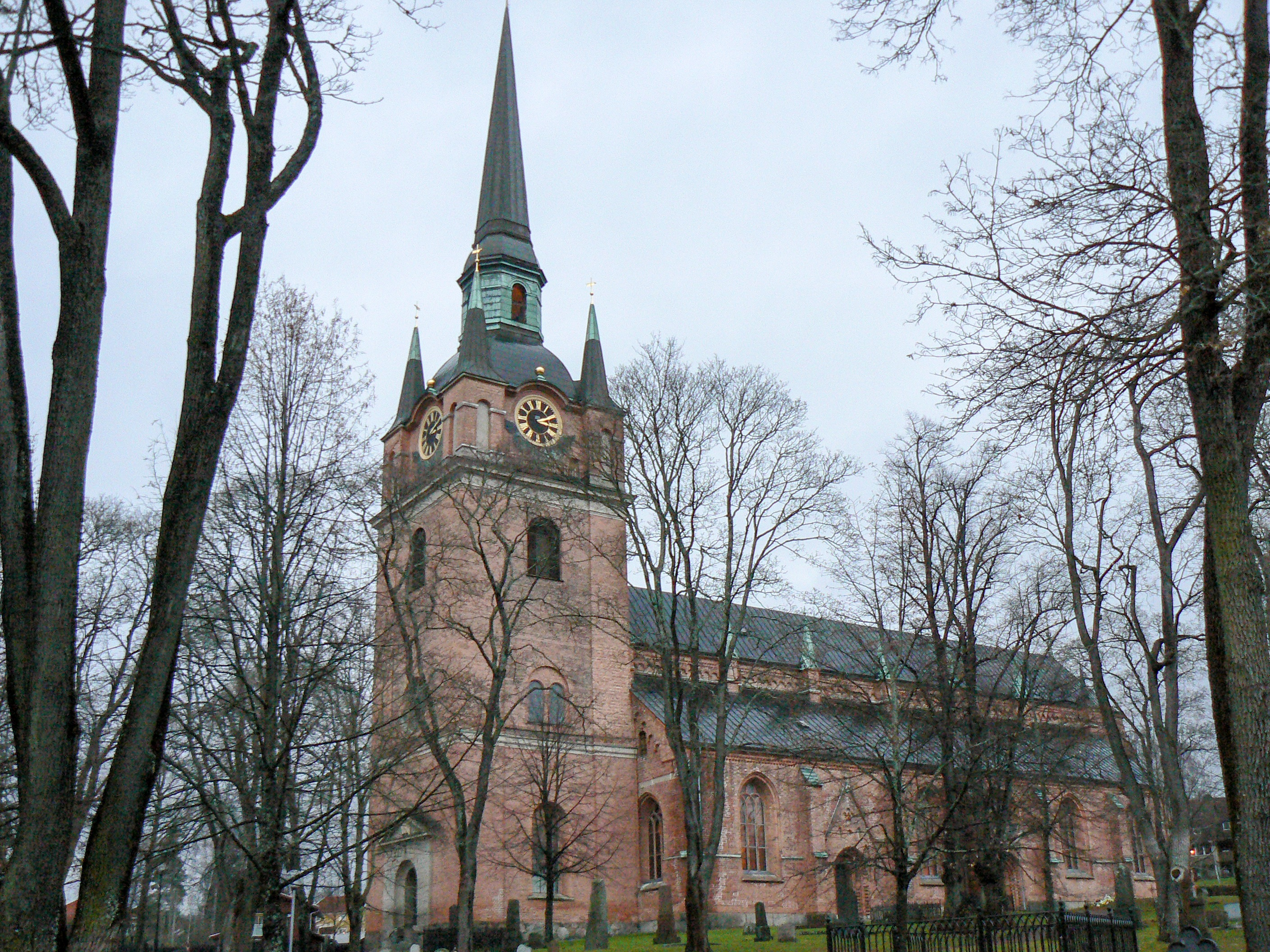
着名的「大铜矿山教堂」。
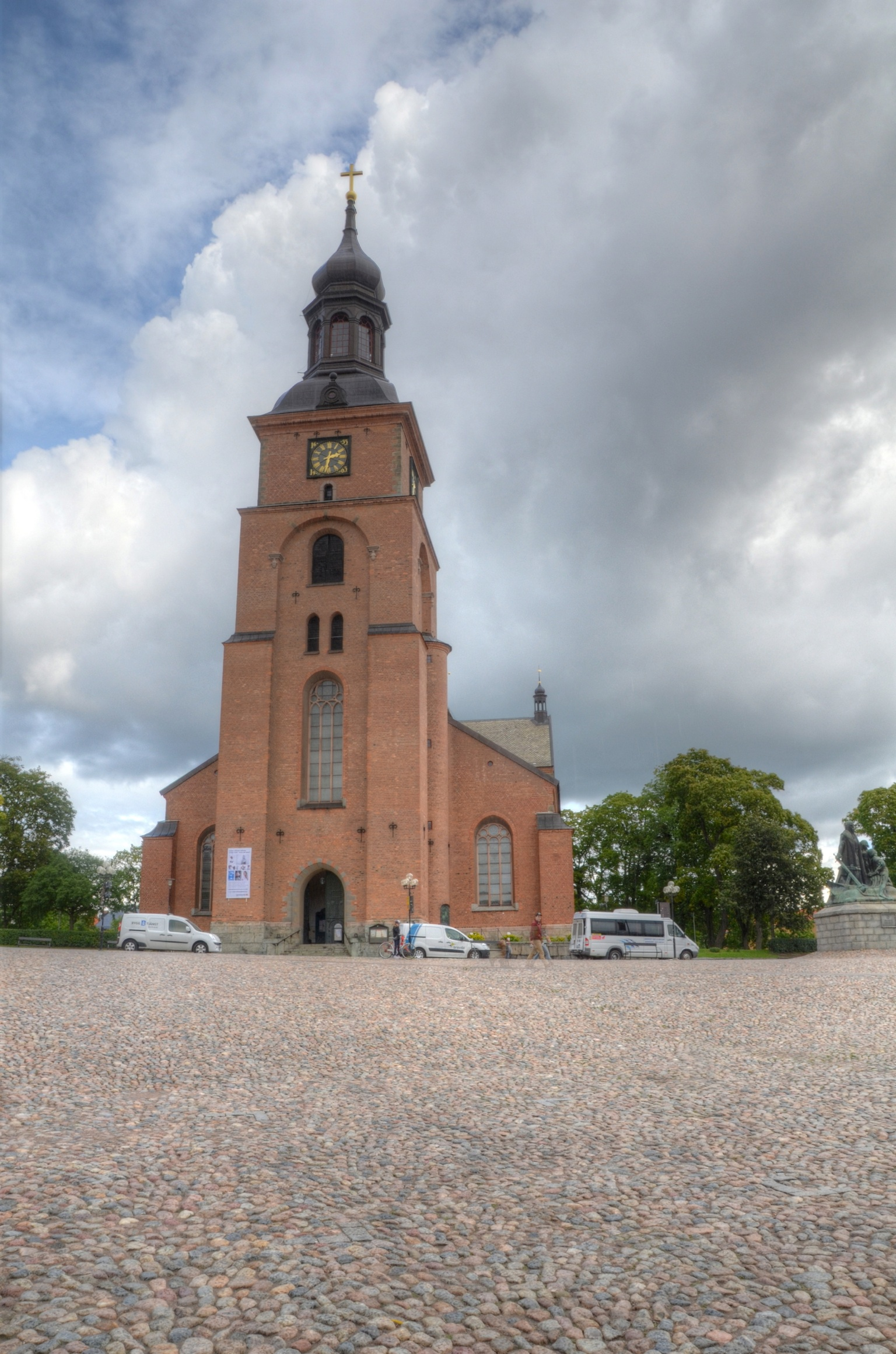
镇上的教堂。

## 气候
法伦镇被归类为大陆型副极地气候（柯本气候分类法）。该地平均而言，最冷月为1月，平均最低温度可达−11 °C (12.2 °F)。冬季是一年中最长的季节，大约从11月中旬持续到隔年4月底；平均最高温度可达22 °C (71.6 °F)，7月是最热的月份。降水最多月份是7月和8月。该镇有记录以来的最低温度是−40 °C (−40.0 °F)。
| Falun                       | Falun    | Falun    | Falun    | Falun    | Falun    | Falun    | Falun    | Falun    | Falun    | Falun    | Falun    | Falun    | Falun      |
| 月份                        | 1月      | 2月      | 3月      | 4月      | 5月      | 6月      | 7月      | 8月      | 9月      | 10月     | 11月     | 12月     | 全年       |
| --------------------------- | -------- | -------- | -------- | -------- | -------- | -------- | -------- | -------- | -------- | -------- | -------- | -------- | ---------- |
| 平均高温 °C（°F）           | −3 (27)  | −2 (28)  | 3 (37)   | 9 (48)   | 16 (61)  | 20 (68)  | 22 (72)  | 20 (68)  | 15 (59)  | 9 (48)   | 3 (37)   | 0 (32)   | 9 (48)     |
| 日均气温 °C（°F）           | −7 (19)  | −6 (21)  | −3 (27)  | 4 (39)   | 10 (50)  | 14 (57)  | 17 (63)  | 15 (59)  | 11 (52)  | 6 (43)   | 1 (34)   | −3 (27)  | 4.8 (40.6) |
| 平均低温 °C（°F）           | −11 (12) | −10 (14) | −8 (18)  | −2 (28)  | 4 (39)   | 8 (46)   | 11 (52)  | 10 (50)  | 6 (43)   | 2 (36)   | −2 (28)  | −6 (21)  | 0 (32)     |
| 平均降水量 mm（）           | 36 (1.4) | 24 (0.9) | 20 (0.8) | 31 (1.2) | 40 (1.6) | 59 (2.3) | 73 (2.9) | 83 (3.3) | 59 (2.3) | 45 (1.8) | 50 (2.0) | 41 (1.6) | 561 (22.1) |
| 平均降水天数（≥ 0.1mm）     | 14       | 12       | 9        | 11       | 10       | 13       | 14       | 14       | 13       | 14       | 16       | 17       | 157        |
| 平均相對濕度（％）          | 82       | 75       | 63       | 55       | 49       | 54       | 57       | 62       | 67       | 73       | 82       | 80       | 66         |
| 来源：Climate & Temperature |          |          |          |          |          |          |          |          |          |          |          |          |            |

## 经济
法伦今天主要是一个服务工业的中心，市内有许多管理机构，達拉納大学的一些研究所也在这里，此外旅游业也非常重要。主要旅游点有矿山、滑雪中心和附近的桑德波恩村，那里是画家卡爾·拉森的家乡。

## 趣闻
据《华尔街日报》2013年2月13日报导，一名在中国经商的商人伯格曼（Fredrik Bergman）发现，他的一名瑞典客户试图发送文件到他的公司总部，但每次网络连接都会中断1小时左右。几星期后，他发现这份文件包含瑞典小镇「Falun」的名字，这是该客户工作的地方。伯格曼说，他的公司认为，这个名字触发了中国网络审查的过滤器以阻断讨论法轮功（Falun Gong），一个在中国长期被禁止的宗教团体。当他们把文件改名字之后，文件传送就很顺利了。

## 名人
- 艾士唐，赛车手
- 玛茨·格伦，足球运动员和训练

## 姐妹城市
- 德国 居特斯洛
- 波蘭 格鲁琼兹[8]

## 外部連結
- 法倫市官網 （页面存档备份，存于）